# Gravidade padrão
A aceleração padrão da gravidade ou aceleração padrão da queda livre, muitas vezes chamada simplesmente de gravidade padrão e denotada por ɡ0 ou ɡn, é a aceleração gravitacional nominal de um objeto em vácuo próximo à superfície da Terra. É uma constante definida por norma como 9,80665 m/s2 (aproximadamente 32,17405 ft/s2). Esse valor foi estabelecido pela terceira Conferência Geral de Pesos e Medidas (1901, CR 70) e usado para definir o peso padrão de um objeto como o produto de sua massa por essa aceleração nominal.
A aceleração de um corpo próximo à superfície terrestre é devida aos efeitos combinados da gravidade e da aceleração centrífuga resultante da rotação da Terra (sendo este último pequeno o bastante para ser desprezado na maioria dos casos); o total (a chamada gravidade aparente) é cerca de 0,5% maior nos polos geográficos do que no Equador.
Embora o símbolo ɡ seja às vezes usado para a gravidade padrão, ɡ (sem sufixo) também pode representar a aceleração local devida à gravidade local e à aceleração centrífuga, que variam conforme a posição na Terra (ver Gravidade da Terra). O símbolo ɡ não deve ser confundido com G, a constante gravitacional, ou com g, símbolo de grama. O ɡ também é usado como unidade para qualquer forma de aceleração, com o valor definido conforme acima.
O valor de ɡ0 definido acima é um valor nominal médio na Terra, originalmente baseado na aceleração de um corpo em queda livre ao nível do mar, a uma latitude geodésica de 45°. Embora a aceleração real da gravidade na Terra varie com a localização, a figura padrão acima é sempre usada para fins metrológicos. Em particular, como é a razão entre o quilograma-força e o quilograma, seu valor numérico, quando expresso em unidades SI coerentes, é a razão entre o quilograma-força e o newton, duas unidades de força.

## História
Já nos primeiros anos de sua existência, o Comitê Internacional de Pesos e Medidas (CIPM) passou a definir uma escala termométrica padrão, com base no ponto de ebulição da água. Como esse ponto varia com a pressão atmosférica, o CIPM precisou definir uma pressão atmosférica padrão. A definição escolhida baseou-se no peso de uma coluna de mercúrio de 760 mm. Mas como esse peso depende da gravidade local, tornou-se necessário também definir uma gravidade padrão. A reunião do CIPM de 1887 decidiu o seguinte:
O valor dessa aceleração padrão devida à gravidade é igual à aceleração da gravidade no Bureau Internacional (ao lado do Pavillon de Breteuil) dividida por 1,0003322, o coeficiente teórico necessário para converter para uma latitude de 45° ao nível do mar.
Tudo o que faltava para obter um valor numérico da gravidade padrão era medir a intensidade gravitacional no Bureau Internacional de Pesos e Medidas. Essa tarefa foi atribuída a Gilbert Étienne Defforges, do Serviço Geográfico do Exército Francês. O valor que ele encontrou, com base em medições realizadas em março e abril de 1888, foi de 9,80991(5) m⋅s−2.
Esse resultado serviu de base para a determinação do valor ainda hoje usado para a gravidade padrão. A terceira Conferência Geral de Pesos e Medidas, realizada em 1901, adotou uma resolução declarando:
O valor adotado pelo Serviço Internacional de Pesos e Medidas para a aceleração padrão da gravidade terrestre é 980,665 cm/s2, valor já previsto nas legislações de alguns países.
O valor numérico adotado para ɡ0 foi, conforme a declaração do CIPM de 1887, obtido dividindo-se o resultado de Defforges – 980,991 cm⋅s−2 no sistema cgs, então en vogue – por 1,0003322, sem utilizar mais dígitos do que o justificado diante da incerteza na medição.

## Conversões
| Valor base      | (Gal, ou cm/s2) | (pés/s2)  | (m/s2)   | (Gravidade padrão, g0) |
| --------------- | --------------- | --------- | -------- | ---------------------- |
| 1 Gal, ou cm/s2 | 1               | 0,0328084 | 0,01     | 1,01972×10−3           |
| 1 pés/s2        | 30,4800         | 1         | 0,304800 | 0,0310810              |
| 1 m/s2          | 100             | 3,28084   | 1        | 0,101972               |
| 1 g0            | 980,665         | 32,1740   | 9,80665  | 1                      |